# Pulau Kabaena
Pulau Kabaena är en ö i Indonesien.   Den ligger i provinsen Sulawesi Tenggara, i den centrala delen av landet, 1 700 km öster om huvudstaden Jakarta. Arean är 873 kvadratkilometer.
Terrängen på Pulau Kabaena är lite bergig. Öns högsta punkt är 1 536 meter över havet. Den sträcker sig 48,9 kilometer i nord-sydlig riktning, och 31,3 kilometer i öst-västlig riktning.